# Gustave Cosson
Pour les articles homonymes, voir Cosson (homonymie).
Gustave Cosson, né à Saint-Dizier (Haute-Marne, France) le 18 décembre 1824 et mort à Bar-le-Duc (Meuse) le 8 mai 1896, est un photographe français qui exerça sous le nom d'artiste de "Gustave" d'abord à Paris de 1844 à 1855, puis au Mans (Sarthe) de 1856 à sa mort. Alors qu'il a laissé plus de 55 000 portraits dans les albums familiaux, il n'existe aucun portrait connu de lui ou de sa famille.
Gustave Cosson a créé une succursale à Châlons-sur-Marne (Marne). Il a initié à la photographie Jean Touzery, son beau-frère de 14 ans son cadet. Ce dernier a fondé un studio photographique à Orléans (Loiret) et a exercé sous le nom de "Gustave Jeune".

## Biographie

### Débuts à Paris
Le plus ancien cliché connu de "Gustave" est un daguerréotype conservé à la Bibliothèque nationale de France: 

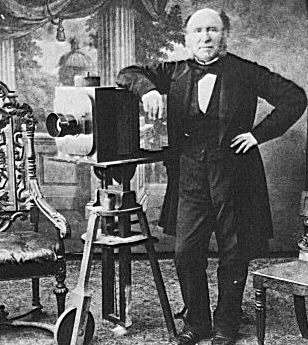
Photographe dans son studio vers 1850

"Portraits, miniature daguerrienne et photographie / Sur papier, sur plaque, sur verre et toile / En quelques secondes et par tous les temps / Dans un grand salon vitré et très bien chauffé l'hiver / Ressemblance garantie, Réussite infaillible./ Exécuté par GUSTAVE, Peintre-professeur" dans une Maison fondée en 1838 au numéro 35 du boulevard Bonne-Nouvelle à Paris, "en face du Gymnase". 
Il est donc probable que Gustave Cosson dont le père était coiffeur à Saint-Dizier ait suivi une formation d'artiste peintre et, comme beaucoup de jeunes gens de son temps, ait tenté sa chance à Paris où il exerce dès 1844,.
Le 11 janvier 1849, Gustave Cosson épouse Françoise Touzery, née à Lacalm (Aveyron) le 25 juin 1830. Ils ont trois enfants à Paris. Les deux enfants suivants naissent à Saint-Dizier. Leurs actes de naissance précisent qu'ils sont fils et fille de Françoise Touzery et de Charles François Gustave Cosson "peintre photographe, demeurant à Paris, Boulevard Bonne-Nouvelle no 35". Cette mention indique que Gustave, auteur du daguerréotype mentionné ci-dessus, est bien Gustave Cosson.
À Paris, Gustave Cosson forme très probablement au métier d'opérateur photographe son beau-frère Jean Touzery, né à Lacalm le 14 septembre 1838. Vers la fin des années 1850, quand Gustave s'établit au Mans et cède son studio parisien, Jean Touzery migre à Orléans où il ouvre un studio au 2, rue du Faubourg Bannier qui est devenu par la suite 2, place Bannier. La façade du magasin est barrée d'un bandeau "Photographie Touzery". Les portraits portent au dos "Photographie de Gustave Jeune" puis "Jean Touzery dit Gustave Jeune, Place Bannier, Orléans". Jean Touzery décède le 30 septembre 1881. Julie Touzery-Pierre, sa veuve, anime le studio pendant encore 25 ans sous le nom de son mari et crée une succursale à Châteaudun.

### Installation au Mans
En 1856, Gustave Cosson établit un "Salon de Photographie" au centre du Mans, rue du Porc-épic no 6, aujourd'hui rue Victor-Bonhommet, petite rue qui joint la place de la République, l'ancienne place des Halles, et la place de l'Eperon. Il n'est pas le premier photographe à Mans. Il fait donc de la publicité pour attirer les clients. Il vend des appareils et des produits chimiques. Le peintre-photographe-professeur donne aussi des cours. Son épouse est mise à contribution: "L'artiste ne pouvant suffire aux demandes d'une clientèle qui s'accroît chaque jour, a dû, pour pouvoir y répondre, faire venir exprès de Paris sa femme dont le talent, au dire des connaisseurs, est presque supérieur au sien."

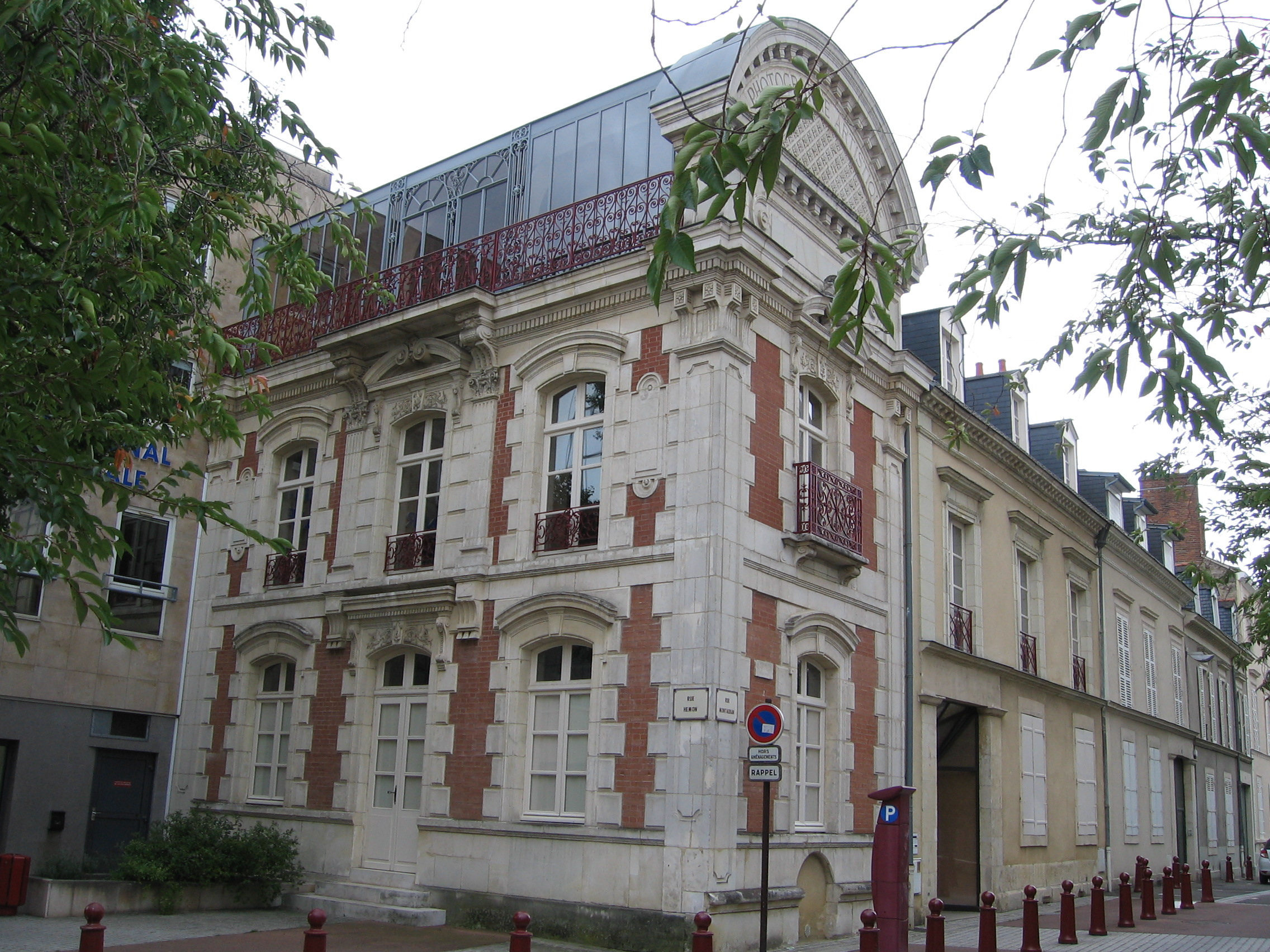
Atelier Cosson rue Hémon au Mans

En 1859, il emménage dans une maison au no 6 de la rue du Crucifix, maison qu'il achète l'année suivante avec un terrain attenant.
En 1873-1874, il fait construire au Mans une maison de deux étages en pierres et en briques au no 10 de la rue du Crucifix. Le deuxième étage est conçu pour être un studio de prises de vues à la lumière naturelle avec une immense baie vitrée orientée Nord-Nord-Est. Cette maison est connue au Mans sous le nom d'Atelier Cosson.
Gustave et son épouse exercent dans cet atelier pendant 10 ans. Françoise Cosson-Touzery meurt le 2 février 1883 à l'âge de 53 ans. Bien que déclarée "sans profession" sur les actes d'état civil et les relevés de recensement, Françoise Cosson-Touzery était elle-même photographe et dirigeait l'atelier quand son mari était absent, ce qui arrivait fréquemment. Après la mort de son épouse, Gustave poursuit son activité jusqu'en 1890, année où il vend son atelier. Il se retire dans une maison 3, rue Thorée au Mans où il tire encore quelques portraits. Il décède à Bar-le-Duc le 8 mai 1896 à l'âge de 71 ans.

### Succursale à Châlons-sur-Marne
Châlons-sur-Marne, maintenant Châlons-en-Champagne, était une place militaire importante sous le second empire. Gustave Le Gray, photographe officiel de la cour impériale, nous a laissé de nombreuses vues du Camp de Châlons, qui subsiste aujourd'hui sous le nom de camp de Mourmelon. La réalisation de portraits de militaires présentait l'opportunité d'une activité lucrative que Gustave Cosson a saisie en créant un studio dans cette ville juste avant la guerre franco-prussienne de 1870-1871. La succursale est d'abord établie no 7 puis est déplacée au no 11 rue du Cloître "en façe de l'Evéché".

## Techniques photographiques
Gustave, qui a commencé son apprentissage comme artiste peintre, est devenu artiste photographe. Il s'est très vite initié au procédé de Daguerre qui a été mis dans le domaine public en 1839 alors qu'il n'avait que 17 ans. Il avait une véritable vénération pour Daguerre dont il a mis le buste sur la façade de son atelier au Mans. Il a pourtant suivi l'évolution de la technologie et a adopté successivement les nouveaux procédés mis au point par ses confrères. Il passe du daguerréotype au système négatif au collodion humide et positif sur papier albuminé pour finir avec des négatifs au gélatino-bromure d'argent et des positifs sur papier baryté.

## Œuvres photographiques

### Prises de vue extérieures
On dispose de peu de clichés en extérieur signés de Gustave Cosson. Cependant, on sait qu'il a voyagé en France et à l'étranger pour faire des prises de vues de sites et de monuments, notamment de Bruges et de Louvain. A peine installé au Mans, il part en voyage et laisse l'atelier sous la responsabilité de son épouse. En juin 1858, il prévient ses clients par voie d'affiche "qu'il va partir dans le Midi pour quelques années". On peut supposer qu'il a réalisé des vues du Midi de la France qui restent à découvrir.
Parmi les nombreuses annonces publicitaires qu'il diffuse pour attirer les clients, il invite à venir parcourir "un album de prises de vues du Mans et de ses environs". Il a en particulier pris des vues du théâtre et de la cathédrale du Mans. 

### Portraits en studio
Les portraits constituent la partie la plus massivement connue de l'activité des studios de "Monsieur Gustave". Les sujets vont de l'enfant de quelques mois sur les genoux de sa nourrice jusqu'au vieillard calé dans un fauteuil en passant par des collégiens, des jeunes gens en costume de ville, des jeunes femmes en robes amples et décorées, auxquels il faut ajouter des notables, des ecclésiastiques ainsi que des officiers et soldats en garnison au Mans ou à Châlons-sur-Marne. Certaines cartes portent au dos un numéro de cliché permettant leur reproduction. Les numéros les plus élevés trouvés au Mans dépassent 55 000, ce qui suppose un nombre au moins équivalent de prises de vues. Monsieur Gustave a littéralement envahi les albums de photographie des familles sarthoises et champenoises de la fin du XIXe siècle, bien qu'il fût loin d'être le seul photographe opérant au Mans et dans les villes environnantes.
Les premiers portraits de Gustave réalisés au Mans sont tirés au format "carte de visite" breveté par André Disdéri en 1854: l'épreuve positive est collée sur un carton au format 60x105 mm, peu épais et sans fioriture avant 1860, puis de plus en plus épais et orné au recto et au verso à mesure que les techniques d'impression publicitaire se développent. 
Avant 1860, la seule mention « Photographie DE GUSTAVE au Mans » est imprimée au dos des portraits. En 1860, figure une médaille de première classe, obtenue à l'exposition des produits de l'industrie à Paris. Quelques années plus tard, Gustave ajoute « Membre de l'Institut Polytechnique », puis "et représentant du Panthéon de la Légion d'honneur". Cette dernière mention indique que Gustave Cosson a le monopole pour tirer le portrait officiel des membres de la Légion d'honneur de la Sarthe. Gustave change alors la décoration de ses cartons avec une couronne lumineuse centrée sur ses initiales GC enlacées et la devise "Et facta est lux" sans, puis avec, mention de la succursale à Châlons-sur-Marne.
En 1871, Gustave change complètement la présentation de ses photos-cartes: la médaille de 1860 est représentée sur le côté face, sous le portrait, et le dos porte l'adresse du studio rue du Crucifix, no 6 puis no 10. Enfin, à partir de 1880, il porte au dos des cartons l'image des quatre médailles "d'or et d'argent" dont il se glorifie : Paris 1860, Saint-Dizier 1860, Londres 1872 et Le Mans 1880.

## L'Atelier Cosson
Une plaque sur la façade de atelier Cosson indique qu'il fut construit en 1873 sur les plans Monsieur Leblanc, architecte parisien. L'inscription "PHOTOGRAPHIE ARTISTIQUE est sculptée en arc de cercle sur le fronton au-dessus du buste de Daguerre.

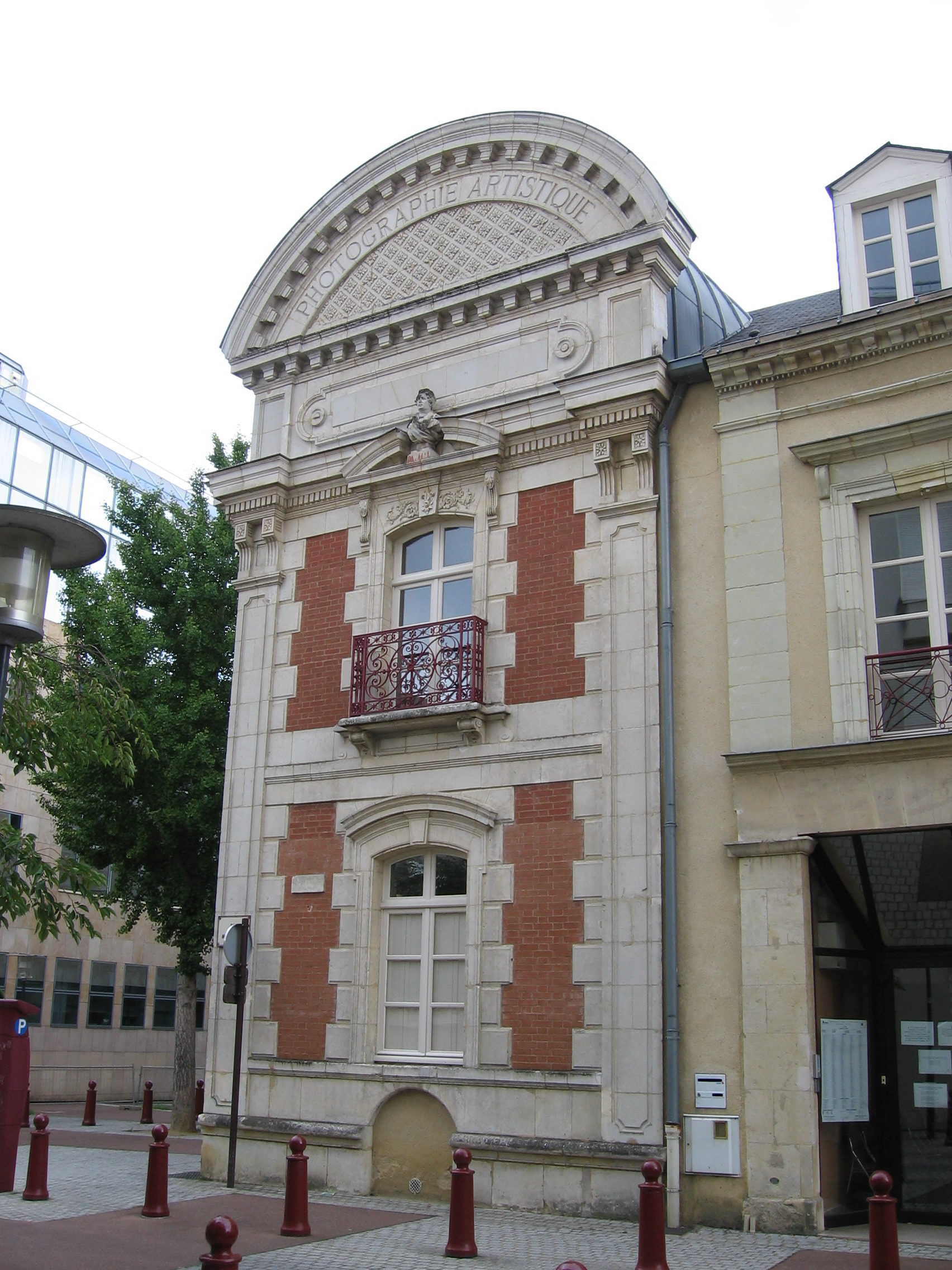
L'atelier Cosson, rue Montauban au Mans

L'atelier Cosson devait être démoli, avec la disparition de la rue du Crucifix, lors d'une importante opération d'urbanisme réalisée au Mans au début des années 1980: le percement de l'avenue Pierre Mendès-France qui relie la place des Comtes du Maine à la place des Jacobins et la construction de la Cité Judiciaire. L'atelier Cosson était en mauvais état mais il représentait le dernier studio photographique du XIXe siècle de cette importance en France. Un groupe de passionnés de photographie et de patrimoine, mené par Gilles Kervella et Georges Quaglia, s'est opposé à la démolition. Une pétition nationale récolta 500 signatures parmi lesquelles de grands noms de la photographie (Jacques Henri Lartigue, Lucien Clergue, Bernard Descamps). Finalement, à la suite des élections municipales de 1983, le nouveau président de la communauté urbaine du Mans s'est laissé convaincre du bien-fondé de conserver ce bâtiment témoin de l'histoire du Mans et de la photographie. En avril 1982, l'atelier Cosson fut inscrit au registre supplémentaire des monuments historiques.
L'atelier Cosson a donc été démonté pierre par pierre et reconstruit à une quinzaine de mètres de son emplacement initial, dans l'alignement des maisons conservées de la rue Montauban, en face du Palais de Justice. La mairie du Mans l'a cédé à l'Ordre des Avocats du Mans. Il fait désormais partie de la Maison de l'Avocat. En 1989, pour fêter les 150 ans de la naissance de la photographie, le Festival de l'Image organisa une exposition qui rendait hommage à Gustave Cosson et aux autres pionniers sarthois de la photographie comme Alphonse Poitevin, René Dagron ou Léon Besnardeau, inventeur de la carte postale.